# (3395) Jitka
(3395) Jitka est un astéroïde de la ceinture principale.

## Description
(3395) Jitka est un astéroïde de la ceinture principale. Il fut découvert le 20 octobre 1985 à l'Observatoire Kleť par Antonín Mrkos. Il présente une orbite caractérisée par un demi-grand axe de 2,79 UA, une excentricité de 0,06 et une inclinaison de 4,0° par rapport à l'écliptique.

## Compléments